# Большинцов, Мануэль Владимирович
Мануэль Владимирович Большинцов (среди знакомых известен также как Моня Большинцов; 2 декабря (15 декабря) 1902, Екатеринослав — 23 июля 1954) — советский кинодраматург и кинорежиссёр
, сценарист.

## Биография
В 1924—1926 годах был одним из организаторов киностудии «Кинокомсомол» (полное название «Ювкинокомсомол», Ростов-на-Дону), где поставил фильмы: «Приказ № ...» (1926) и «Остров беглецов» (1927). В 1927—1929 годах режиссёр ялтинской кинофабрики. В 1930 году на киностудии «Кино-Сибирь» (Новосибирск) поставил по собственному сценарию первый игровой художественный фильм о коренных народах Сибири «Тунгус с Хэнычара». 
С 1931 года работал как сценарист. Первая значительная работа — фильм «Крестьяне» (1935), совместно с Ф. М. Эрмлером и В. Портновым). В 1938—1939 годах по сценарию Большинцова (написан совместно с М. Ю. Блейманом и режиссёром Ф. М. Эрмлером) поставлен один из выдающихся советских фильмов «Великий гражданин», за который в 1940 году был награждён орденом Трудового Красного Знамени.
В годы Великой Отечественной войны Большинцов был главным редактором ЦСДФ, написал сценарии и тексты документальных фильмов — «От Вислы до Одера» (1945), «Донбасс» (1946), «Днепрогэс» (1948) и других, художественных фильмов — «Небо Москвы» (1944, совместно с М. Ю. Блейманом), «Они спустились с гор» (1955, совместно с А. И. Белиашвили).
С 1950 по 1954 год жил в Тбилиси. Умер в 1954 году.

## Семья
- Сын от первого брака — Юрий Мануэлевич Большинцов (1925 — 26 января 1945 года). Призван на фронт в 1943 году. Командир пулеметного взвода  линейной пулемётной роты (пульроты) 1378-го стрелкового Шавлинского полка 1-го Прибалтийского фронта. Был тяжело ранен в октябре 1944 года. Погиб 26 января 1945 года в бою за опорный пункт Зиэмели. «В наступательном бою своим взводом из станковых пулемётов подавил восемь огневых точек противника, уничтожил 22 немецких солдата и офицера, обеспечив успешное наступление пехоты. После занятия посёлка Зиэмели, отражая атаку противника, героически погиб». Посмертно награждён Орденом Великой Отечественной войны  2 степени.
- Вторая жена (с 1937 года по 1954 год) — Любовь Давыдовна Фейнберг (в первом браке — Френкель, во втором браке — Сметанич, в третьем — Большинцова, 1903—1983), актриса и переводчица Метерлинка, Сартра, Ануя, Брехта. С 1929 по 1937 год была замужем за переводчиком Валентином Стеничем( Сметаничем). Проживала вместе с мужем по адресу Ленинград, набережная канала Грибоедова, д. 9, кв. 6, до марта 1941 года, в марте 1941 года Большинцовы уехали в Москву, с октября 1941 года эвакуировалась вместе с мужем в Алма-Ату, после возвращения из эвакуации в конце 1943 года семья Большинцовых осталась жить в Москве; с 1944 года проживали в Сокольниках; в 1950—1954 годах — в Тбилиси.

## Награды
- орден Трудового Красного Знамени (1940)[7] и медалями.

## Ссылка
- Мануэль Большинцов (англ.) на сайте Internet Movie Database(англ.)
- Большинцов Мануэль Владимирович (megabook.ru)
- Мануэль БОЛЬШИНЦОВ на сайте Музея ЦСДФ